# Leichtathletik-Europameisterschaften 1986/Kugelstoßen der Männer

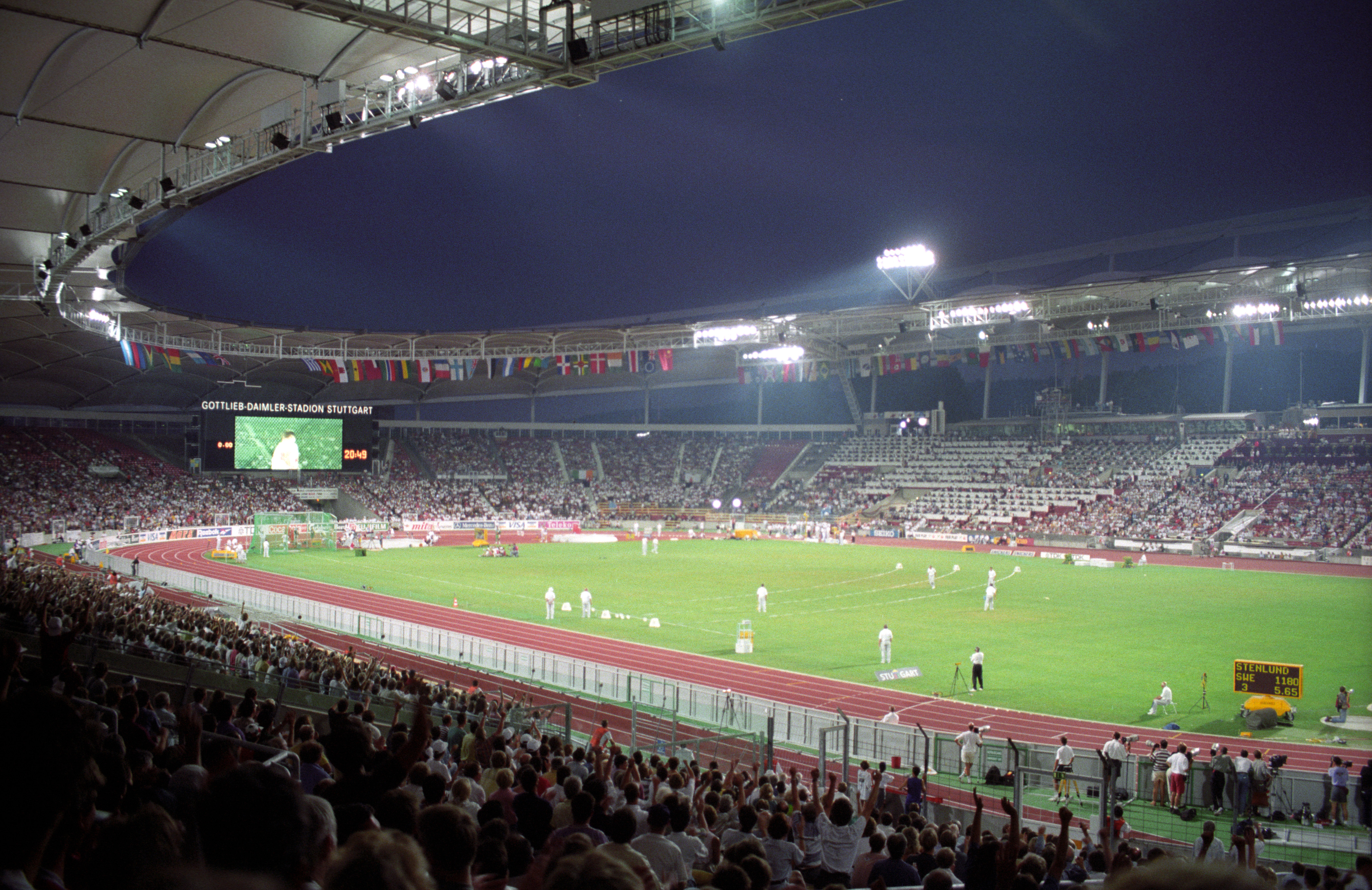
Das Stuttgarter Neckarstadion (heute MHPArena) bei den Leichtathletik-Weltmeisterschaften 1993

Das Kugelstoßen der Männer bei den Leichtathletik-Europameisterschaften 1986 wurde am 27. und 28. August 1986 im Stuttgarter Neckarstadion ausgetragen.
In diesem Wettbewerb errangen die Kugelstoßer aus der DDR mit Silber und Bronze zwei Medaillen. Europameister wurde der Schweizer Werner Günthör. Den zweiten Platz belegte der Vizeweltmeister von 1983 Ulf Timmermann. Bronze ging an den Weltrekordinhaber, Europameister von 1978 und 1982, Olympiasieger von 1976 sowie Olympiadritten von 1980 Udo Beyer.

## Rekorde

### Bestehende Rekorde
| Weltrekord           | 22,64 m | Udo Beyer | Ost-Berlin (heute Berlin), DDR (heute Deutschland) | 20. August 1986   |
| Europarekord         | 22,64 m | Udo Beyer | Ost-Berlin (heute Berlin), DDR (heute Deutschland) | 20. August 1986   |
| Meisterschaftsrekord | 21,50 m | Udo Beyer | EM Athen, Griechenland                             | 9. September 1982 |

### Rekordverbesserung
Europameister Werner Günthör aus der Schweiz verbesserte den bestehenden EM-Rekord im Finale am 28. August um 72 Zentimeter auf 22,22 m. Zum Welt und Europarekord fehlten ihm 42 Zentimeter.

## Legende
Kurze Übersicht zur Bedeutung der Symbolik – so üblicherweise auch in sonstigen Veröffentlichungen verwendet:
| CR  | Championshiprekord             |
| NM  | keine Weite (no mark)          |
| ogV | ohne gültigen Versuch          |
| DNS | nicht am Start (did not start) |

## Qualifikation
27. August 1986, 18:00 Uhr
Sechzehn Wettbewerber traten in zwei Gruppen zur Qualifikationsrunde an. Zehn von ihnen (hellblau unterlegt) übertrafen die Qualifikationsweite für den direkten Finaleinzug von 19,50 m. Damit war die Mindestzahl von zwölf Finalteilnehmern nicht erreicht. Das Finalfeld wurde mit den beiden nächstplatzierten Sportlern (hellgrün unterlegt) auf zwölf Kugelstoßer aufgefüllt. So mussten schließlich 19,19 m für die Finalteilnahme erbracht werden.
| Platz | Name                 | Nation         | Weite (m) |
| ----- | -------------------- | -------------- | --------- |
| 1     | Ulf Timmermann       | DDR            | 21,13     |
| 2     | Werner Günthör       | Schweiz        | 20,64     |
| 3     | Udo Beyer            | DDR            | 20,61     |
| 4     | Sergei Smirnow       | Sowjetunion    | 20,40     |
| 5     | Jan Sagedal          | Norwegen       | 20,38     |
| 6     | Karsten Stolz        | BR Deutschland | 20,34     |
| 7     | Alessandro Andrei    | Italien        | 20,27     |
| 8     | Lars Arvid Nilsen    | Norwegen       | 19,94     |
| 9     | Georg Andersen       | Norwegen       | 19,64     |
| 10    | Udo Gelhausen        | BR Deutschland | 19,62     |
| 11    | Vladimir Milić       | Jugoslawien    | 19,48     |
| 12    | Helmut Krieger       | Polen          | 19,19     |
| 13    | Jari Kuoppa          | Finnland       | 18,93     |
| 14    | Klaus Bodenmüller    | Österreich     | 18,90     |
| 15    | Janne Ronkainen      | Finnland       | 18,82     |
| 16    | Dimítrios Koutsoukis | Griechenland   | 18,77     |

## Finale
28. August 1986, 18:50 Uhr
| Platz | Name              | Nation         | Weite (m) |
| ----- | ----------------- | -------------- | --------- |
| 1     | Werner Günthör    | Schweiz        | 22,22 CR  |
| 2     | Ulf Timmermann    | DDR            | 21,84     |
| 3     | Udo Beyer         | DDR            | 20,74     |
| 4     | Alessandro Andrei | Italien        | 20,73     |
| 5     | Lars Arvid Nilsen | Norwegen       | 20,52     |
| 6     | Karsten Stolz     | BR Deutschland | 19,89     |
| 7     | Vladimir Milić    | Jugoslawien    | 19,85     |
| 8     | Udo Gelhausen     | BR Deutschland | 19,76     |
| 9     | Helmut Krieger    | Polen          | 18,53     |
| 10    | Georg Andersen    | Norwegen       | 18,45     |
| NM    | Jan Sagedal       | Norwegen       | 0ogV      |
| DNS   | Sergei Smirnow    | Sowjetunion    |           |

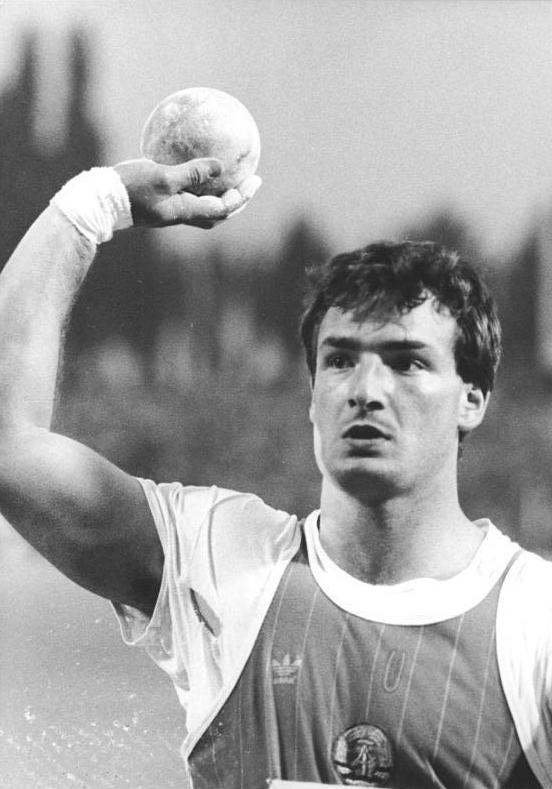
Der Vizeweltmeister von 1983 Ulf Timmermann wurde Vizeeuropameister – 1988 gelang ihm der Olympiasieg und 1990 gewann er EM-Gold

Europameister Werner Günthör kam im Finale auf folgende Serie:

21,58 m – 22,22 m – 21,62 m – x – 21,24 m – x

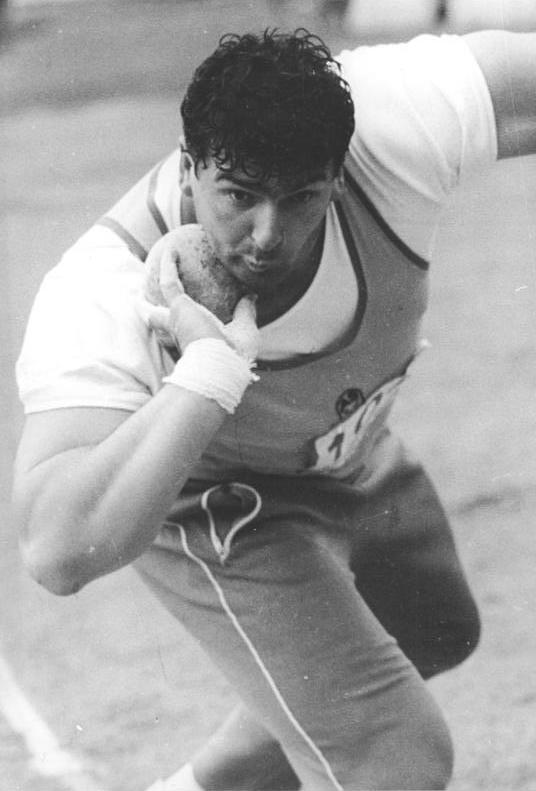
Der in der Vergangenheit äußerst erfolgreiche Udo Beyer – unter anderem zweifacher Europameister (1978/1982) – errang mit Bronze noch einmal eine Medaille
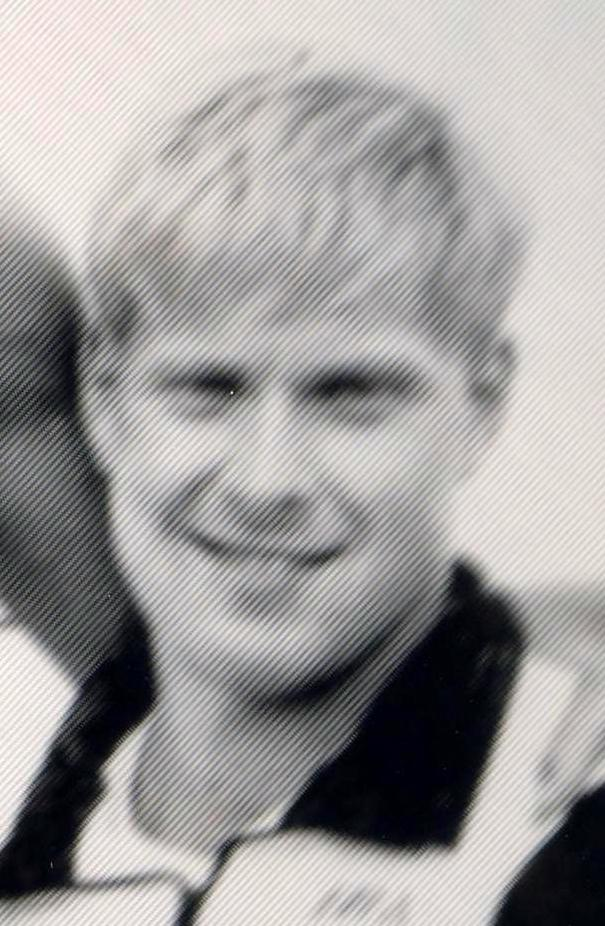
Lars Arvid Nilsen kam auf den fünften Platz
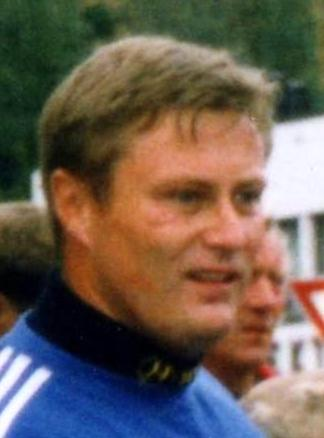
Georg Andersen belegte Rang zehn

## Videolinks
- 1986 European Championships SHOT PUT MEN Stuttgart (20 ATTEMPTS), www.youtube.com, abgerufen am 15. Dezember 2022
- 264 Werner Günthör, Shot Put, www.youtube.com, abgerufen am 15. Dezember 2022

1. ↑  Athletics – Progression of outdoor world records, Shot put - Men, sport-record.de (englisch), abgerufen am 15. Dezember 2022